# Bufotes boulengeri siculus
Il rospo smeraldino siciliano (Bufotes boulengeri siculus Stöck et al., 2008) è un anfibio della famiglia dei Bufonidi, endemico della Sicilia.

## Descrizione
È un anuro di taglia medio-grande, le cui dimensioni sono mediamente superiori, di circa 2 cm, delle specie peninsulari del gruppo B. viridis. Presenta un modesto dimorfismo sessuale: le femmine possono raggiungere i 10 cm di lunghezza e un peso di 110 g, mentre i maschi non superano gli 8,6 cm e i 70 gr.

La livrea presenta colorazione variabile dal bianco grigiastro al marrone, con delle caratteristiche chiazze irregolari verde smeraldo.

## Biologia
Ha abitudini crepuscolari e notturne.
È una specie terrestre, che utilizza gli ambienti acquatici solo per la riproduzione. Nei periodi post-riproduttivi i maschi tendono ad occupare le aree più vicine al sito riproduttivo mentre le femmine occupano aree più periferiche.

### Alimentazione
La dieta di B. siculus risulta costituita in massima parte da artropodi e molluschi terrestri.
Uno studio effettuato sulla popolazione del gorgo di Santa Rosalia (Riserva naturale di Monte Pellegrino), locus typicus della specie, ha mostrato un alto numero di taxa ingeriti, indice di una dieta abbastanza generalista.
Tra le prede censite in campioni di contenuto stomacale i più rappresentati sono risultati i crostacei isopodi  e gli imenotteri (Formicidae spp.). Ma erano presenti in discrete quantità anche araneidi di grandi dimensioni (Lycosidae spp.), scolopendre, coleotteri (Curculionidae spp., Carabidae spp.), larve di lepidotteri e molluschi (Limacoidea spp.). In oltre il 50% dei campioni analizzati erano presenti inoltre resti vegetali.

### Riproduzione
La stagione riproduttiva del rospo smeraldino siciliano va da gennaio a giugno ma talora si può osservare, a differenza delle specie peninsulari, un secondo periodo di attività da settembre a novembre. Questa modalità rappresenta un carattere comune alla specie nordafricana B. boulengeri.

Nel periodo riproduttivo il maschio e la femmina di B. siculus migrano verso i siti di riproduzione, rappresentati da stagni e pozze d'acqua temporanee. Il maschio arrivato nelle vicinanze del sito emette un richiamo, una sorta di trillo sostenuto, che attira la femmina. Raggiunto dalla compagna si adagia sul suo dorso stringendola in una sorta d'abbraccio detto amplesso ascellare. Man mano che la femmina va deponendo le uova, disposte in cordoni gelatinosi nastriformi, il maschio le feconda con i propri spermatozoi. Dalle uova si sviluppano in meno di una settimana i girini che completano la metamorfosi in circa due mesi.

## Distribuzione e habitat
Specie endemica della Sicilia, è diffusa ampiamente in quasi tutta l'isola. Nella Sicilia nord-orientale condivide l'areale con Bufotes balearicus. È presente anche nelle isole minori Ustica, Favignana e Pantelleria.
Popola differenti habitat in una fascia altitudinale che va da 0 a 1200 m s.l.m.

Predilige le aree costiere, planiziali e collinari, ma è stato rinvenuto sui Nebrodi sino a 1230 m. È presente anche in ambienti aridi come la costa sabbiosa di Capo Passero, che rappresenta il limite meridionale del suo areale.

## Tassonomia
Il rospo smeraldino siciliano, in precedenza attribuito alla specie Bufotes viridis, è da alcuni autori riconosciuto come specie a sé stante (Bufotes siculus). Studi filogenetici sulle popolazioni mediterranee di Bufo spp. hanno infatti dimostrato che il taxon siciliano si differenzia, sotto il profilo dell'aplotipo mitocondriale, da quelli peninsulari ed è invece strettamente imparentato con la specie nordafricana Bufotes boulengeri, da cui si sarebbe separata circa due milioni di anni fa, in un periodo compreso tra il Medio Pliocene (3,6 Ma) e il Pleistocene (0,16 Ma). Uno studio del 2019  invece la considera solamente una sottospecie di Bufotes boulengeri che così comprende gli esemplari nord africani e quelli siciliani.
Alcuni autori attribuiscono questa specie, assieme alle altre del gruppo B. viridis, al genere Pseudepidalea (Pseudepidalea sicula) ma tale attribuzione è stata duramente contestata da più parti e la sua adozione considerata quantomeno prematura.

## Stato di conservazione
Il rospo smeraldino siciliano, che come Bufotes viridis era tutelato dalla Convenzione di Berna e dalla direttiva Habitat, in seguito al riconoscimento del suo status di specie endemica manca di specifiche norme di tutela.
Nonostante l'ampia diffusione della specie in quasi tutta l'isola, le popolazioni appaiono frammentate e legate, per la loro sopravvivenza, alla protezione delle relative aree di riproduzione. Alcune sottopopolazioni, quali quella dell'Etna, sono state classificate come vulnerabili.